# Latynizacja alfabetu koreańskiego
Latynizacja alfabetu koreańskiego, romanizacja alfabetu koreańskiego – konwersja alfabetu koreańskiego na alfabet łaciński. Żaden ze sposobów takiej konwersji nie uzyskał, jak dotąd, powszechnego uznania.

## Latynizacja McCune’a-Reischauera
Transkrypcja McCune’a-Reischauera jest jedną z częściej używanych metod zapisu języka koreańskiego. Wariant tej latynizacji używany jest w Korei Północnej. System ten został stworzony w 1937 przez dwóch Amerykanów: George’a McCune’a oraz Edwina Reischauera. Ich celem nie była transliteracja alfabetu hangul, ale raczej odwzorowanie wymowy, czyli transkrypcja. Ta latynizacja jest często używana poza Koreą, od 1984 do 2000 używano jej także w Korei Południowej.

## Latynizacja poprawiona
Latynizacja poprawiona jest oficjalną transkrypcją języka koreańskiego wykorzystywaną w Korei Południowej. System ten został zatwierdzony w roku 2000 przez południowokoreańskie Ministerstwo Kultury i Turystyki, zastępując transkrypcję McCune’a-Reischauera (i jej pochodne, używane do 1984). Nowy system umożliwia prostszą transkrypcję słów, ponieważ w przeciwieństwie do transkrypcji McCune’a-Reischauera zawiera tylko znaki występujące w alfabecie łacińskim.

## Inne latynizacje
Oprócz latynizacji poprawionej oraz transkrypcji McCune’a-Reischauera spotyka się także inne metody zapisywania dźwięków koreańskich. W niektórych krajach w ośrodkach akademickich rozwijały się osobne systemy transliteracji i transkrypcji uwzględniające istniejące niekiedy podobieństwa pomiędzy wymową samogłosek i spółgłosek koreańskich i danego kraju. W Rosji powstał system umożliwiający zapisywanie słów koreańskich w cyrylicy. Ponadto w literaturze uniwersyteckiej często spotyka się system amerykański: latynizację Yale. W Polsce, oprócz popularnej transkrypcji McCune’a-Reischauera, używa się także opracowanej na Uniwersytecie Warszawskim transkrypcji polskiej.
W 1996 powstał raport ISO TR 11941, będący próbą opracowania wspólnego systemu latynizacji dla Korei Południowej i Północnej. Jednak system ISO niewiele przybliżył takie ujednolicenie – jest on rozbity na dwie nieco różniące się metody transkrypcji, a poza tym nie został przyjęty jako standard lecz zaledwie raport techniczny.

## Tabela transkrypcji
Tabela nie prezentuje dokładnych reguł transkrypcji, lecz tylko podaje możliwe odpowiedniki koreańskich liter, które mogą być różne w zależności od usytuowania danej litery w wyrazie. W przypadkach, w których litera ㅇ nie jest wymawiana, zazwyczaj nie jest też w żaden sposób transkrybowana.
Objaśnienie skrótowców:
- M-R – transkrypcja McCune’a-Reischauera z 1939
- KRLD – latynizacja stosowana w Korei Północnej od 1992, wariant M-R
- MOE – latynizacja Ministerstwa Edukacji Korei Południowej, oficjalna w Korei Południowej w latach 1959–1984
- MOCT – latynizacja poprawiona (Ministerstwa Kultury i Turystyki Korei Południowej), oficjalna w Korei Południowej od roku 2000
- ISO – system ISO TR 11941; transliteracja przed ukośnikiem to metoda 1, a za nim podano metodę 2

| Litera     | Transkrypcja | Transkrypcja | Transkrypcja | Transkrypcja | Transkrypcja | Transkrypcja | Transkrypcja |
| Litera     | M-R          | KRLD         | MOE          | MOCT         | ISO          | Yale         | polska       |
| ---------- | ------------ | ------------ | ------------ | ------------ | ------------ | ------------ | ------------ |
| Samogłoski |              |              |              |              |              |              |              |
| ㅏ         | a            | a            | a            | a            | a            | a            | a            |
| ㅑ         | ya           | ya           | ya           | ya           | ya           | ya           | ja           |
| ㅓ         | ŏ            | ŏ            | eo           | eo           | eo           | e            | ŏ            |
| ㅕ         | yŏ           | yŏ           | yeo          | yeo          | yeo          | ye           | jŏ           |
| ㅗ         | o            | o            | o            | o            | o            | o            | o            |
| ㅛ         | yo           | yo           | yo           | yo           | yo           | yo           | jo           |
| ㅜ         | u            | u            | u            | u            | u            | wu           | u            |
| ㅠ         | yu           | yu           | yu           | yu           | yu           | yu           | ju           |
| ㅡ         | ŭ            | ŭ            | eu           | eu           | eu           | u            | y            |
| ㅣ         | i            | i            | i            | i            | i            | i            | i            |
| ㅐ         | ae           | ae           | ae           | ae           | ae           | ay           | e            |
| ㅒ         | yae          | yae          | yae          | yae          | yae          | yay          | je           |
| ㅔ         | e            | e            | e            | e            | e            | ey           | e            |
| ㅖ         | ye           | ye           | ye           | ye           | ye           | yey          | je           |
| ㅚ         | oe           | oe           | oe           | oe           | oe           | oy           | we           |
| ㅟ         | wi           | wi           | wi           | wi           | wi           | wi           | wi           |
| ㅢ         | ŭi           | ŭi           | eui          | ui           | yi           | uy           | yi           |
| ㅘ         | wa           | wa           | wa           | wa           | wa           | wa           | wa           |
| ㅙ         | wae          | wae          | wae          | wae          | wae          | way          | ue           |
| ㅞ         | we           | we           | we           | we           | we           | wey          | we           |
| ㅝ         | wŏ           | wŏ           | weo          | wo           | weo          | we           | uo           |
| Spółgłoski |              |              |              |              |              |              |              |
| ㄱ         | k, g         | k, g         | g            | g, k         | k / g        | k            | k, g         |
| ㄴ         | n            | n            | n            | n            | n            | n            | n            |
| ㄷ         | t, d         | t, d         | d            | d, t         | t / d        | t            | t, d         |
| ㄹ         | r, n, l      | r            | r            | r, l         | l, r         | l            | l, r         |
| ㅁ         | m            | m            | m            | m            | m            | m            | m            |
| ㅂ         | p, b         | p, b         | b            | b, p         | p / b        | p            | p, b         |
| ㅅ         | s, sh        | s, sh        | s            | s            | s            | s            | s            |
| ㅇ         | ng           | ng           | ng           | ng           | ', ng        | ng           | ng           |
| ㅈ         | ch, j        | ch           | j            | j            | c / j        | c            | dz           |
| ㅊ         | ch'          | ch           | ch           | ch           | ch / c       | ch           | czh, ćh      |
| ㅋ         | k'           | kh           | k            | k            | kh / k       | kh           | kh           |
| ㅌ         | t'           | th           | t            | t            | th / t       | th           | th           |
| ㅍ         | p'           | ph           | p            | p            | ph / p       | ph           | ph           |
| ㅎ         | h            | h            | h            | h            | h            | h            | h            |
| ㄲ         | kk           | kk           | gg           | kk           | kk / gg      | kk           | kk           |
| ㄸ         | tt           | tt           | dd           | tt           | tt / dd      | tt           | tt           |
| ㅃ         | pp           | pp           | bb           | pp           | pp / bb      | pp           | pp           |
| ㅆ         | ss           | ss           | ss           | ss           | ss           | ss           | ss           |
| ㅉ         | tch          | jj           | tch          | jj           | cc / jj      | cc           | c            |